# Tracker

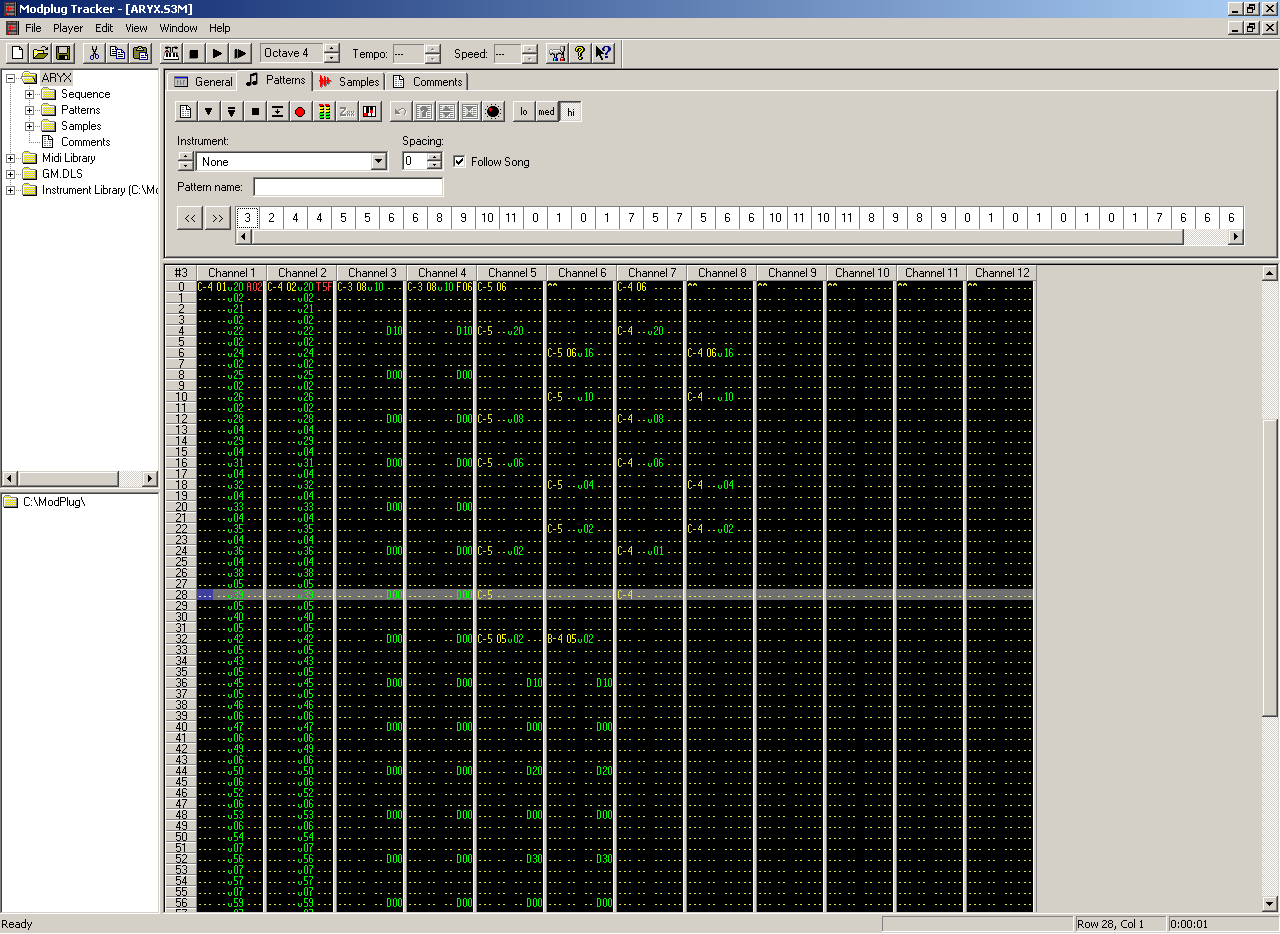
Schermata di ModPlug Tracker

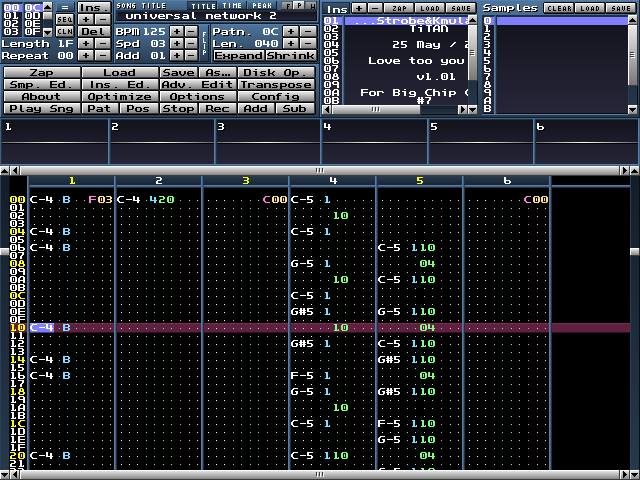
Schermata di Milky Tracker

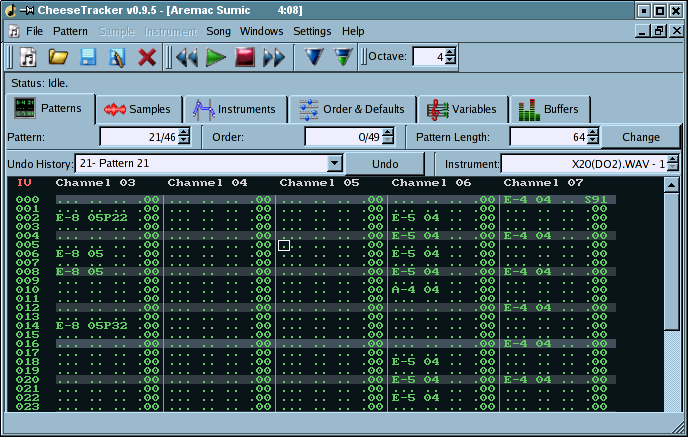
Schermata di Cheese Tracker

Tracker è il termine generico per indicare una classe di software per produrre musica tracker.
La maggior parte dei compositori proviene dai paesi nordici, come Svezia, Norvegia, Finlandia e Danimarca, probabilmente perché il tracker era legato molto alla demoscene, che aveva preso piede in fretta in Scandinavia. Dalla Scandinavia provengono anche molti sviluppatori di nuovi tracker: Scream Tracker era stato sviluppato in Finlandia dalla Future Crew e Fast Tracker in Svezia dai Triton. Furono molto popolari sui computer Amiga perché il formato da essi creato, a 4 strumenti, poteva essere riprodotto con grande qualità sonora in quanto l'Amiga aveva quattro diversi canali audio per la riproduzione indipendente di sample.

## Storia

### I primi software su Amiga negli anni 1980
Sebbene il concetto generale della sequenziazione dei campioni può essere ricondotto al Fairlight CMI del tardo 1970, na scista di questo tipo di software e del termine tracker deriva da Ultimate Soundtracker, il primo programma di questo tipo, scritto da Karsten Obarski e pubblicato nel 1987 per il Commodore Amiga,
Il primo videogioco a usare la musica da tracker è stato Amegas (1987), un clone di Arkanoid per Amiga. La sua musica, composta da Obarski, è spesso considerata come la prima MOD mai fatta ed è conosciuta dai fan della musica da computer "vecchio stile" (old-school).
Il Soundtracker di Karsten Obarski era stato pensato come un tool di sviluppo per la EAS, una compagnia di sviluppo tedesca. Il programma di Karsten non fu mai un gran successo in quanto era molto limitato e poco "user-friendly". In poco tempo, dopo la decisione da parte di Karsten Obarski di rendere commerciale il suo tracker, cominciarono a circolare tracker di pubblico dominio molto simili nell'interfaccia e nelle funzionalità, come MasterSoundTracker (la prima), ProTracker e NoiseTracker, che diventarono popolari.

### L'evoluzione sui PC negli anni 1990
Negli anni '90, con l'aumento delle prestazioni dei personal computer, uscirono i primi riproduttori di MOD per PC. Poiché il PC non aveva 4 canali audio, la riproduzione poteva avvenire solo combinando i sample in modo da essere riprodotti dal singolo canale audio dello speaker, con una lieve perdita di suono. Gli stessi inconvenienti si ebbero con le prime schede audio Creative Sound Blaster che avevano un solo canale audio.
Nel 1993 venne introdotto Scream Tracker 3 e rese disponibile l'uso di 16 canali. Le schede audio compatibili Creative risultarono limitate per cui i programmatori di Tracker iniziarono a puntare l'attenzione sulle schede audio Gravis Ultrasound, dotate di 32 canali audio distinti nei quali potevano essere inseriti sample personalizzati. Anche la demoscene spostò la sua attenzione nello sviluppo di demo per Gravis Ultrasound, ma non abbandonò le schede Creative che potevano mantenere la loro fetta di competizione grazie anche all'aumento progressivo delle prestazioni dei PC. L'attenzione verso i tracker e della composizione musicale andò comunque riducendosi negli anni successivi, anche in concomitanza con la scomparsa, dal mercato, del Commodore Amiga.

### Il panorama negli anni 2000
Nonostante il decremento di popolarità a partire dagli anni 2000, dovuto anche alla diffusione di formati digitali come mp3 e wma che non contengono dati relativi alle sequenze di note della musica riprodotta, i tracker sono tuttora utilizzati; sono diversi i progetti attivi ispirati ai programmi progenitori sviluppati per la piattaforma Amiga o MS-DOS e alcuni si basano direttamente sul codice sorgente di alcuni di essi.
Programmi come Renoise, ModPlug Tracker, Skale Tracker, Milky Tracker ed altri offrono caratteristiche del tutto simili a quelle offerte dai tracker originali, unitamente a caratteristiche comparabili a quelle dei software di concezione più moderna, grazie alle quali questi cosiddetti tracker di terza generazione consentono di ottenere risultati professionali in termini di qualità sonora.
In particolare Renoise, giunto in gennaio 2009 alla versione 2.0, rappresenta la massima espressione di questa tecnologia grazie al grande numero di innovazioni apportate al concetto di tracker, ed è probabilmente il software di questa tipologia maggiormente utilizzato, come testimonia la dimensione della sua comunità online.

## Caratteristiche
Sono dotati di una interfaccia grafica che è generalmente numerica; le note vengono inserite attraverso la tastiera, mentre i parametri, gli effetti e altro vengono inseriti in esadecimale. Una musica completa è formata da diversi piccoli "pattern" multi-canale collegati assieme tramite una lista superiore.
Il formato tracker funziona in modo diverso dal MIDI: il primo salva le note e gli strumenti in modo digitale nel file, invece di basarsi, per la riproduzione degli strumenti, sui banchi presenti sulla scheda di generazione sonora. Una musica da tracker incorpora tutti i dati della sequenza e i sample, dando quindi la possibilità di creare brani anche lunghi e complessi, ma potendone comunque limitare le dimensioni a meno della dimensione di un floppy disk Amiga (880K).
Alcuni elementi sono comuni ad ogni programma di tipo tracker: sample (campione), instrument (strumento), note (chiamate anche rows), effetti, tracce (o canali), pattern, e ordini. tali programmi nella loro forma più pura permettono all'utente di impostare dei campioni sonori in base a una linea di tempo su diversi canali monofonici.

## Gli elementi fondamentali

### Sample
I sample (campioni) sono dati sonori che vengono riprodotti a varie frequenze, in modo simile ai "sampler" musicali. Il sample può avere un punto di inizio ciclo e fine ciclo che rende possibile la ripetizione infinita di una porzione del campione. La ripetizione può essere lineare, in modo che quando il contatore raggiunge il punto di fine ciclo ritorna al punto di inizio ciclo, e riprende a percorrere il sample, oppure a "ping-pong", come viene denominata in Fast Tracker, in modo che quando il contatore raggiunge il punto di fine ciclo percorre il sample inversamente, tornando al punto di inizio ciclo.
In Fast Tracker esiste una caratteristica chiamata "crossfade" (dissolvenza a incrocio) che permette al ciclo di diminuire di volume del sample. I compositori possono anche registrare i sample o caricarne di predefiniti, manipolarli o crearli semplicemente tracciando la forma d'onda nel riquadro apposito.
Ogni sample ha un nome identificato personalizzabile dal compositore, spesso veniva usato per contenere commenti o il nome del compositore.

### Instrument
Gli instrument (strumenti) sono essenzialmente liste di sample con caratteristiche aggiuntive. Un musicista può assegnare diversi sample a diversi toni del suono, eliminando quindi la possibilità di una riproduzione qualitativamente scarsa se suonata ad un tono troppo alto o troppo basso (con il conseguente non-realismo di un vero strumento a note più alte o basse). Gli instrument supportano diverse impostazioni riguardo al volume o all'effetto stereofonico, ed anche un effetto vibrato. È possibile inoltre impostare diverse impostazioni generiche: accordo fine, volume di default, panning di default e nota relativa a C-4 (Do sulla quarta ottava).

### Nota
Le note specificano la frequenza di riproduzione del sample. Incrementando o decrementando la velocità di riproduzione del campione digitale, il tono viene alzato o abbassato, simulando note strumentali (Do, Do#, Re, ecc...).
I tracker utilizzano la notazione internazionale per la scrittura delle note. Una nota viene rappresentata in questo modo:
```
 C#4 02 20 R11
```

Questo significa che la nota è C# (Do#) sulla scala cromatica, suonata sulla quarta ottava secondo la notazione scientifica dei toni, usando lo strumento numero 02. La colonna successiva (non utilizzabile nel formato MOD) è l'impostazione del volume in esadecimale da 00 a 40, e l'ultima colonna implementa una varietà di effetti applicabili al suono, nel caso un "retrigger".

### Effetto
Un effetto è una funzione speciale applicata a una nota particolare. Questi effetti vengono applicati durante la riproduzione attraverso hardware o software. Effetti comuni dei tracker includono volume, portamento, vibrato, "retrigger", e arpeggio.

### Traccia
Una traccia (o canale) è uno spazio in cui un sample viene riprodotto. Anche se il tracker della Amiga prevedeva solo quattro tracce, i tracker odierni possono mixare un numero virtualmente illimitato di tracce. 
Le tracce hanno un numero fisso di "righe" su cui le note e gli effetti vengono scritti (molti tracker estendono le tracce in verticale). Le tracce in genere sono composte da 64 righe, anche se si possono incrementare o decrementare a seconda dei gusti del compositore.

### Pattern
I pattern sono essenzialmente "fogli" di musica dove il musicista è in grado di comporre la traccia musicale. Un pattern è formato da diverse righe, in genere 64 che si estendono verticalmente ed è diviso in colonne o "tracce" che si sviluppano orizzontalmente. Ogni riga può contenere un solo campione.
Uno o più pattern possono essere paragonati tranquillamente ad un giro armonico, all'interno del pattern la battuta viene visualizzata di default per gruppi di 16 righe; 1 riga rappresenta 1/16 di valore,4 righe 1/4 di valore e così via; di conseguenza (per la maggior parte dei Trackers) un pattern formato di default da 64 righe contiene 4 battute in 4/4.

### Ordine
Un "ordine" è la parte di una sequenza di pattern che definisce l'aspetto di una musica. I pattern possono essere ripetuti diverse volte in ordine diverso e salvati per mantenere anche solo certi pezzi di musica.

## Formati dei file prodotti
- UST - Ultimate SoundTracker (4 canali, 15 samples a 8 bit, fu il primo tracker di moduli musicali, inventato da Karsten Obarski)
- MST - Master SoundTracker (4 canali, 15 samples a 8 bit, fu la prima versione "hacked" di Ultimate SoundTracker e diede la possibilità di salvare in un unico file i moduli musicali)
- MOD – Noise/ProTracker (4 canali, 31 samples a 8 bit, ProTracker ebbe la possibilità di impostare il ritmo della canzone a BPM in un modulo musicale, cosa che nei suoi predecessori era possibile solo modificando il valore "Speed")
- MED - MED/OctaMED (64 canali utilizzabili con campioni audio 8 bit, suoni sintetizzati e midi (campioni e suoni sintetizzati solo con i primi 4 canali, midi su tutti i 64 canali), ?? samples a 8 bit, fu il primo tracker che ebbe il supporto anche per suoni non-digitalizzati, ossia che non erano campioni audio ma suoni sintetizzati)
- STM – ScreamTracker 2 (4 canali, 31 samples a 8 bit, fu l'assoluto primo tracker per PC)
- 669 – Composer 669 / UNIS 669 (8 Canali, 64 samples a 8 bit, fu il primo tracker per PC ad utilizzare più di 4 canali ed il supporto per le schede Gravis Ultrasound)
- FAR – Farandole (16 canali, 64 samples a 8 bit, un'evoluzione del Composer 669 con il supporto a 16 canali)
- S3M – Scream Tracker 3 (16 canali, 99 samples a 8 bit ma poi è stato aggiunto il supporto non ufficiale per le samples a 16 bit)
- MTM – Multi Tracker (32 canali, 63 samples a 8/16 bit, forse conosciuto per il supporto di samples a 16 bit, fu usato pochissimo perché in quell'era già regnava Scream Tracker 3)
- XM – Fast Tracker 2 (32 canali, samples a 8/16 bit, fu una rivoluzione nella scena tracking, per la capacità degli "strumenti" per la prima volta)
- IT – Impulse Tracker (256 canali, samples a 8/16 bit, nonostante le molte caratteristiche in più di Fast Tracker, non superò la sua popolarità, in quanto Fast Tracker era molto più apprezzato per la sua GUI ed il suo uso simile a ProTracker)
- RNS, XRNS - Renoise (256 canali, samples fino ai 32 bit)

## Tracker più famosi
- Ultimate SoundTracker
- Renoise
- ProTracker
- Scream Tracker
- Fast Tracker
- Impulse Tracker
- ModPlug Tracker
- Skale Tracker

## Compositori che usano il software tracker
- Alexander Brandon (Siren) ha composto la musica di Unreal e Unreal Tournament
- Michiel van den Bos ha composto la musica di Unreal e Unreal Tournament